# 새움초등학교
새움초등학교는 대한민국 세종특별자치시에 있는 공립 초등학교이다.

## 연혁
- 2018년 3월 1일 : 개교
- 2018년 3월 1일 : 12학급 인가
- 2018년 3월 1일 : 제1대 김미선 교장 부임